# Blue Sky Studios
Blue Sky Studios là hãng phim hoạt hình máy tính của Mỹ có trụ sở tại Greenwich, Connecticut do 20th Century Studios sở hữu từ năm 1997. Hãng phim được Chris Wedge, Michael Ferraro, Carl Ludwig, Alison Brown, David Brown, Eugene Troubetzkoy thành lập năm 1987 sau khi công ty họ làm việc, MAGI, một trong những hãng hiệu ứng hình ảnh sản xuất phim Tron (1982), đóng cửa. Sử dụng phần mềm dựng hình nội bộ, hãng phim đã thực hiện hiệu ứng hình ảnh cho quảng cáo và phim ảnh trước khi hoàn toàn đóng góp sản xuất phim hoạt hình vào năm 2002 bắt đầu với tác phẩm phát hành Kỷ băng hà.
Kỷ băng hà và Rio thương hiệu thành công nhất của hãng phim, trong khi The Peanuts Movie là bộ phim được đánh giá cao nhất. Tính đến năm 2013, Scrat, một nhân vật trong loạt phim Ice Age, là linh vật của hãng phim.  Tháng 4 năm 2021, Disney thông báo Blue Sky Studios đóng cửa do nền kinh tế bị ảnh hưởng do đại dịch COVID-19.